# Dmitri Alexandrowitsch Waitkus
Dmitri Alexandrowitsch Waitkus (russisch Дмитрий Александрович Вайткус; * 20. November 1981) ist ein ehemaliger russischer Snowboarder. Er startete in der Paralleldisziplinen und im Snowboardcross.

## Werdegang
Waitkus nahm im November 1996 in Zell am See erstmals im Snowboard-Weltcup der FIS teil und errang dabei den 48. Platz im Snowboardcross. Bei den Snowboard-Weltmeisterschaften 1997 in Innichen belegte er den 62. Platz im Riesenslalom, den 58. Platz im Parallelslalom, den 46. Rang im Slalom und den 40. Platz im Snowboardcross. In der Saison 1997/98 errang er den 25. Platz im Snowboardcross-Weltcup. Seine beste Saisonplatzierung im Weltcup war der 13. Platz im Snowboardcross in Sestriere. In der folgenden Saison kam er bei den Juniorenweltmeisterschaften 1999 auf der Seiser Alm auf den 54. Platz in der Halfpipe sowie auf den siebten Rang im Parallel-Riesenslalom und nahm bei den Snowboard-Weltmeisterschaften 1999 in Berchtesgaden an vier Wettbewerben teil. Sein bestes Ergebnis dabei war der 35. Platz im Parallelslalom. Im folgenden Jahr wurde er bei den Juniorenweltmeisterschaften in Berchtesgaden Zehnter im Parallel-Riesenslalom und gewann im Parallelslalom die Silbermedaille. In der Saison 2000/01 belegte er bei den Snowboard-Weltmeisterschaften 2001 in Madonna di Campiglio den 53. Platz im Parallelslalom sowie jeweils den 25. Rang im Parallel-Riesenslalom und Snowboardcross und bei den Juniorenweltmeisterschaften 2001 im Nassfeld den zehnten Platz im Parallelslalom sowie den sechsten Rang im Parallel-Riesenslalom. In der Saison 2001/02 erreichte er mit Platz zehn im Snowboardcross in Bardonecchia seine einzige Top-Zehn-Platzierung im Weltcup und zum Saisonende erneut den 25. Platz im Snowboardcross-Weltcup. Im folgenden Jahr fuhr er bei den Weltmeisterschaften am Kreischberg auf den 42. Platz im Snowboardcross, auf den 25. Rang im Parallel-Riesenslalom sowie auf den 22. Platz im Parallelslalom und holte bei der Winter-Universiade in Piancavallo die Silbermedaille im Riesenslalom. Zudem errang er dort den 15. Platz im Snowboardcross. Seinen 111. und damit letzten Weltcup absolvierte er im März 2003 in Arosa, welchen er auf dem 32. Platz im Parallel-Riesenslalom beendete.

## Weltcup-Gesamtplatzierungen
| Saison    | Gesamt | Gesamt | Parallel | Parallel | Snowboardcross | Snowboardcross |
| Saison    | Punkte | Platz  | Punkte   | Platz    | Punkte         | Platz          |
| --------- | ------ | ------ | -------- | -------- | -------------- | -------------- |
| 1996/97   | 31     | 127.   | -        | -        | 121            | 64.            |
| 1997/98   | 127    | 86.    | -        | -        | 320            | 25.            |
| 1998/99   | 37     | 127.   | -        | -        | 88             | 53.            |
| 1999/2000 | 70     | 89.    | 34       | 78.      | 595            | 35.            |
| 2000/01   | 92     | 89.    | -        | -        | 463            | 33.            |
| 2001/02   | -      | -      | 19       | 60.      | 701            | 25.            |
| 2002/03   | -      | -      | 136      | 58.      | -              | -              |